# Max Schroeder
Max Schroeder (* vor 1854; † nach 1927) war ein deutscher Chemiker, bekannt für Beiträge zur industriellen Produktion von Schwefelsäure.
Schroeder war promovierter Chemiker und Anfang der 1880er Jahre Chemiker an einer Zinkhütte in Oberschlesien, wo ihm der Gedanke kam, den Schwefeldioxid aus der abgerösteten Zinkblende, den man in den Zinkhütten einfach in die Luft entweichen ließ, in Gegenstromanlagen in Wasser zu lösen und so schweflige Säure zu produzieren. Er entwickelte ein technisches Verfahren unterstützt vom Ingenieur Emil Hänisch und ließ sich das patentieren. Da er keine eigenen Mittel hatte suchte er einen Investor und fand ihn schließlich in Julius Grillo (1849–1911) in dessen Zinkhütte in Hamborn. Dort gelang um 1885 die Umsetzung und von da an kamen große Mengen flüssiger schwefliger Säure in den Handel, und bald darauf fand er auch eine Methode, daraus günstig rauchende Schwefelsäure (Oleum) herzustellen, was er sich ebenfalls patentieren ließ. Der Bedarf war insbesondere in der Farbenindustrie groß und die Hauptquelle waren bis dahin die Starckschen Fabriken in Böhmen, die die Schwefelsäure aus Destillation von Alaunschiefer in eisernen Retorten gewannen und in Tonkrügen verschickten, was für die chemische Industrie völlig unzureichend war. In den Farbenfabriken wurde als Alternative ein kostspieliges Verfahren nach C. Winkler angewandt (mit genau abgemessenen Mengen von Schwefeldioxid und Sauerstoff).
Das gegenüber dem Verfahren von Winkler erheblich kostengünstigere Verfahren von Schroeder wurde von BASF in Lizenz übernommen, die es 1887 in einer großen Anlage umsetzten. Der Bau wurde von Schroeder geleitet und der Betriebsleiter A. Knietsch brachte noch wesentliche Verbesserungen an (statt Reindarstellung der schwefligen Säure arbeitete er mit den Röstgasen, die er wie damals üblich über Platin-Katalysatoren in Asbest leitete).
Die schweflige Säure der Firma Grillo fand aber trotz des abgeänderten Verfahrens der Farbenindustrie in anderen Bereichen immer mehr Absatz. Allerdings durfte Schroeder aufgrund einer Lizenzvereinbarung mit BASF zehn Jahre lang nicht an der Weiterentwicklung in der Oleum-Produktion arbeiten. Schroeder hatte aufgrund von Patentstreitigkeiten bei seiner alten Firma (v. Giesche’s Erben) gekündigt und war 1883 zur Cellulosefabrik Rietschen gegangen und wechselte bald darauf in eine Berliner Großfirma für Laboratoriumschemikalien. Er arbeitete aber weiter an der direkten Produktion von Oleum aus Röstgasen und trat nach Ablauf der 10 Jahre mit einem Verfahren an die Öffentlichkeit, das die Asbestträger des Platin-Katalysators durch eine in Wasser lösliche Substanz ersetzte (wasserfreies Magnesiumsulfat), aus der der Katalysator leicht wiedergewonnen werden konnte. Das Grillo-Schroeder-Verfahren fand weltweit Verbreitung, besonders in England und den USA.
Seit den 1890er Jahren war Schroeder Privatmann, arbeitete aber weiter an seinen Erfindungen und wohnte in Berlin.
1924 erhielt er für seine Beiträge zur industriellen Schwefelsäureproduktion die Liebig-Denkmünze.